# Cubiérettes
Cubiérettes (okcitán nyelven Cubièireta) község Franciaország déli részén, Lozère megyében. 2011-ben 55 lakosa volt.

## Fekvése
Cubiérettes a Jouvain patak (az Altier folyó jobb oldali mellékvize) völgyében fekszik, 1020 méteres (a községterület 960-1625 méteres) tengerszint feletti magasságban, Le Bleymard-tól 9 km-re délkeletre, a Lozère-hegy északi oldalán.
Nyugatról, északról és keletről Cubières, délről pedig Le Pont-de-Montvert községekkel határos.
Cubières-rel, valamint az Altier völgyében haladó D901-es úttal, valamint a Bourbon-hágón keresztül Les Rochettes-Basses-al mellékutak kötik össze.
Korábban Broussous és Plamonjal települések is Cubiérettes-hez tartoztak, de mindkettő elpusztult.

## Története
Cubiérettes a történelmi Gévaudan tartomány Tourneli báróságához tartozott. Első írásos említése 1106-ból származik. A középkorban kolostora volt, mely a Saint-Sauveur de Nîmes apátsághoz tartozott.

### Demográfia
| Év   | Lakosság |
| ---- | -------- |
| 1793 | 198      |
| 1851 | 176      |
| 1876 | 150      |
| 1901 | 144      |
| 1936 | 132      |

| Év   | Lakosság |
| ---- | -------- |
| 1946 | 102      |
| 1954 | 66       |
| 1962 | 63       |
| 1968 | 65       |

| Év   | Lakosság |
| ---- | -------- |
| 1975 | 63       |
| 1982 | 59       |
| 1990 | 56       |
| 1999 | 50       |
| 2010 | 54       |

## Nevezetességei
- Temploma a 12. században épült román stílusban.
- Régi kőhidak (Pont de Broussous, Pont Salien)[3]
- Régi kőépítmények (malom, községi kemence, kősánc).

## Kapcsolódó szócikk
- Lozère megye községei